# Mučín
Mučín (węg. Mucsény) – wieś (obec) na Słowacji położona w kraju bańskobystrzyckim, w powiecie Łuczeniec. Pierwsze wzmianki o miejscowości pochodzą z roku 1246. 
Według danych z dnia 31 grudnia 2012, wieś zamieszkiwały 753 osoby, w tym 379 kobiet i 374 mężczyzn.
W 2001 roku rozkład populacji względem narodowości i przynależności etnicznej wyglądał następująco:
- Słowacy – 66,57%
- Czesi – 0,44%
- Romowie – 3,34%
- Ukraińcy – 0,15%
- Węgrzy – 29,36%

Ze względu na wyznawaną religię struktura mieszkańców kształtowała się w 2001 roku następująco:
- Katolicy rzymscy – 86,63%
- Grekokatolicy – 0,44%
- Ewangelicy – 3,92%
- Prawosławni – 0,15%
- Ateiści – 4,36%
- Nie podano – 3,34%